# Pipipi
Pipipi, mohoua-pipipi ou moúa-pipipi (nome científico: Mohoua novaeseelandiae) é uma espécie de pássaro da família Mohouidae endêmico da ilha Sul da Nova Zelândia.